# Oberdeutsche Zisterzienserkongregation

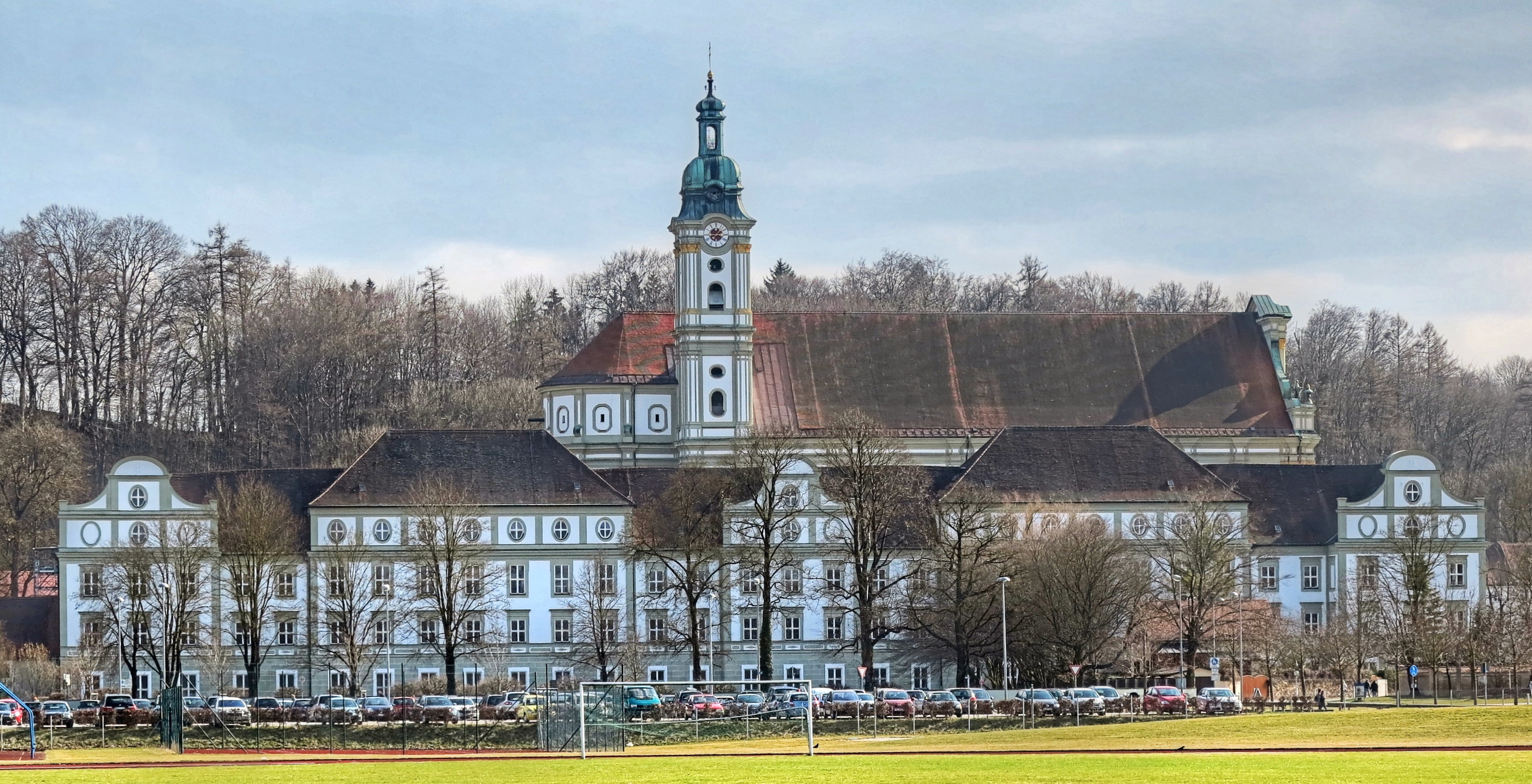
Kloster Fürstenfeld, anno 1595 Ort des ersten Treffens der Zisterzienseräbte Oberdeutschlands und angrenzender Gebiete zur Beratung eines künftigen Zusammenschlusses

Die Oberdeutsche Zisterzienserkongregation (lat. Congregatio Cisterciensis Sancti Bernardi Superioris Germaniae) wurde als Bund süddeutscher, Schweizer und elsässischer Zisterzienserabteien im Jahr 1624 gegründet und löste sich 1803 mit der Säkularisation der meisten Ordensklöster auf. Der Begriff oberdeutsch bezeichnet im Wesentlichen das südlich der Mainlinie gelegenen Gebiet des deutschen Sprachraums, in dem die meisten Klöster der Kongregation lagen.

## Geschichte

### Vorgeschichte
Mit der Reformation im Deutschen Reich, die auch viele Zisterzienserabteien erfasste, wurde die Zugehörigkeit zum Orden in Frage gestellt. Die Filiationskette als das verbindende Element der Klöster des Ordens war dadurch in vielen Fällen unterbrochen. An ihre Stelle traten in Zusammenhang mit der Durchführung der Reformen des Tridentiner Konzils regionale Zusammenschlüsse, die Generalvikariate oder Provinzen, denen vom Generalkapitel des Ordens ernannte Generalvikare vorstanden. Damit wurden die Äbte der Primarabteien in ihren Kontrollrechten beschnitten und die Klöster auf einheitliche Ziele ausgerichtet. Ziel des Generalabtes Edmond de la Croix (1584–1604) von Citeaux war es darüber hinaus, zur Sicherung der Reform in den einzelnen Klöstern und zur Wahrung der Selbstständigkeit der Ordensklöster ein die einzelnen Territorien übergreifendes Generalvikariat für den oberdeutschen Raum zu schaffen.
Im Kloster Fürstenfeld versammelten sich auf seine Einladung und unter seiner Leitung vom 14. bis 20. September 1595 hin 17 Äbte aus dem oberdeutschen Raum. Diese beschlossen mit den Fürstenfelder Statuten die Grundlagen einer gemeinsamen Reform und konstituierten ein gemeinsames oberdeutsches Generalvikariat. Dieses bestand aus den vier Provinzen Schweiz-Schwaben-Elsaß, Franken, Baiern und die Kaisheim unterstehenden Klöster sowie Tirol, denen jeweils Generalvikare bzw. Provinzvikare vorstanden. Zum Generalvikar wurde Abt Petrus Müller (1593–1615) von Salem ernannt. Mit Stams und Hauterive gehörten schließlich 19 Männerklöster mit den ihnen unterstehenden Frauenklöstern zu diesem Generalvikariat.

### Gründung
Kongregationen im Zisterzienserorden waren im 15. und im 16. Jahrhundert bereits in Kastilien, in Italien und Portugal entstanden und als regionale Zusammenschlüsse an die Stelle des Filationsprinzips getreten. Mit der Bildung von Kongregationen, die unter selbst gewählten Oberen standen und eigenständige Traditionen entwickelten, war aber die Einheit des Ordens bedroht. Daher wurden derartige Kongregationen im Orden recht zurückhaltend beurteilt.
Die Initiative, das oberdeutsche Generalvikariat zu einer Kongregation weiterzuentwickeln, ging von verschiedenen Seiten aus. So strebte bereits 1602 der Generalabt Edmund de la Croix von Cîteaux die Gründung einer derartigen Kongregation an. Zwischen 1606 und 1609 wurde vom päpstlichen Legaten von Luzern für den südwestdeutschen und für den Schweizer Raum das Projekt einer Kongregation wieder aufgegriffen, das auch von Abt Petrus II. Schmid von Wettingen (1594–1633) unterstützt wurde. An den Widerständen der Klöster selbst bzw. der Ordensleitung scheiterten diese Unternehmungen. Seit der Visitation des Generalabtes Nikolaus II. Boucherat (1604–1625) 1615/16 in Deutschland, Böhmen und Österreich stand dann die Ordensspitze wieder hinter dem Projekt einer Kongregationsbildung. Abt Thomas I. Wunn von Salem (1615–1647), der Generalvikar der oberdeutschen Klöster, setzte das Projekt über mehrere Zwischenstufen erfolgreich um. Bei einem ersten „geheimen“ Treffen der Äbte von Wettingen, St. Urban, Tennenbach und Neuburg (Elsass) und von Vertretern der Klöster Hauterive, Kaisheim und Stams im November 1617 in Salem wurden erste Schritte eingeleitet und erste Statuten für die Kongregation entworfen; ein Provinzkapitel im November 1618 bestätigte die Pläne für eine Kongregation und bestimmte Abt Thomas zum Präses der Kongregation. Daraufhin beauftragte Generalabt Nikolaus II. seinen Sekretär Balduin Moreau, die Errichtung der Kongregation voranzutreiben. Bei einem Äbtetreffen Ende Dezember 1618, zu dem Balduin Moreau einlud, wurden die Statuten revidiert und vom Vertreter des Generalabtes approbiert. Am 22. Januar 1619 wurden sie vom Abt von Cîteaux bestätigt. Auf einem Provinzkapitel im Juni 1621, an dem wiederum Balduin Moreau als Bevollmächtigter des Generalabtes teilnahm, wurden die Statuten erneut überarbeitet. Das am 15. Mai 1623 zusammengetretene Generalkapitel des Ordens erkannte trotz Bedenken die Kongregation und die Statuten an. Die recht kleine Kongregation innerhalb des oberdeutschen Generalvikariats (6 Klöster), die am 10. Juli 1624 auch vom Papst bestätigt wurde, war auf Vergrößerung angelegt. Dazu regte auch das Generalkapitel an und beauftragte die Äbte von Salem, Kaisheim und Aldersbach mit der Durchführung einer entsprechenden Äbteversammlung. Diese fand am 2. und 3. September 1624 in Salem statt und wurde zur Geburtsstunde der Oberdeutschen Kongregation, denn alle Klöster des oberdeutschen Generalvikariates waren von da an Mitglieder der Gemeinschaft. Am 2. Oktober 1624 wurde diese Kongregation vom Abt von Cîteaux und am 17. Oktober 1624 vom Papst anerkannt.

### Bedeutung und Entwicklung der Oberdeutschen Kongregation
Die oberdeutschen Zisterzienserklöster wurden mit der Gründung der Oberdeutschen Kongregation in einer eigenständigen Verwaltungseinheit zusammengefasst, die jedoch eng mit dem inzwischen recht unregelmäßig tagenden Generalkapitel und vor allem mit dem Generalabt verbunden blieb, indem die Änderungen der Statuten und wichtige Personalentscheidungen von der Zustimmung des Generalabtes abhängig waren. Die Klöster waren zum Gehorsam gegenüber dem Generalkapitel und dem Generalabt verpflichtet, aber vom Besuch des Generalkapitels befreit, weil dort die Kongregation vertreten war. Verpflichtet waren die Klöster auch zum Verbleib in der Kongregation. Die bisherigen Filiationsrechte, die Aufsichts- und Visitationsrechte der Mutterabteien, wurden aufgehoben bzw. in Ehrenrechte umgewandelt. Aus der Reihe der Äbte der Mitgliedsklöster wurde der Vorsteher der Kongregation gewählt, der zunächst als Präses, später als Generalvikar bezeichnet wurde. Die Pflicht zur Visitation lag beim Vorsteher der Kongregation bzw. bei den Vorstehern der einzelnen Provinzen, denn mit der Vergrößerung der Kongregation wurde vom bisherigen oberdeutschen Generalvikariat die Unterteilung in vier Provinzen übernommen.
Als erster Vorsteher der Kongregation wurde Abt Thomas I. Wunn von Salem bestimmt. In der Zeit ihres Bestehens war üblicherweise der jeweilige Abt von Salem das Haupt der Kongregation. Unterbrechungen und damit verbundene Probleme gab es immer dann, wenn der Abt von Salem im Amt verstarb und eine Äbteversammlung erst mit der unvermeidlichen Verzögerung den Nachfolger in Salem als Haupt der Kongregation bestimmen konnte. Dies war zum Beispiel der Fall, als 1647 Abt Thomas I. verstarb und ihm der als Koadjutor gewählte Abt Bernhard II. von Stams (1638–1660) bis 1654 nachfolgte, oder als nach dem Tod von Abt Thomas II. von Salem 1664 nach der Regelung der Statuten der Generalvikar der fränkischen Provinz Abt Alberich Degen von Ebrach (1658–1686) als Generalvikar der gesamten Kongregation die Nachfolge antrat.
Die Oberdeutsche Kongregation sicherte mit ihren Statuten und den auf dieser Grundlage durchgeführten Visitationen die Einheit der Zisterzienser und die Einheitlichkeit der Bräuche in den dazugehörigen Klöstern. Mit der engen Bindung an das Generalkapitel und an den Generalabt war die Kongregation zugleich deren wichtigste Stütze in der vor allem in Frankreich ausgetragenen ordensinternen Auseinandersetzung mit der strengen Observanz und mit den Primarabteien, die auf einer Mitwirkung im Orden bestanden und die Position des Abtes von Cîteaux als Generalabt in Frage stellten.
Die Provinzen der Kongregation waren unterschiedlich stark und die Zahl der Mitgliedsklöster schwankte mit den Ereignissen des Dreißigjährigen Krieges und der vorübergehenden Wiederherstellung von einigen Klöstern. Einige Klöster, wie Waldsassen und Walderbach, wurden auch erst in der 2. Hälfte des 17. Jahrhunderts wiederhergestellt. Von der Zahl der dazugehörigen Klöster nahm die schweizerisch-elsässische Kongregation eine Sonderstellung ein, die mehrfach zum Bestreben führte, sich aus der Oberdeutschen Kongregation zu lösen und eine eigene Kongregation zu bilden. Die Einheit der gesamten Kongregation konnte aber immer behauptet werden.

### Kongregationskapitel
Wichtigstes Organ der Kongregation war die Versammlung der Äbte und ihrer Stellvertreter, das Kapitel der Kongregation. Diese Kapitel, die in Salem, aber auch an anderen Orten stattfanden, wurden von 1624 an als Provinzial-, seit 1654 als Nationalkapitel bezeichnet. Die Provinzial- bzw. Nationalkapitel der Oberdeutschen Kongregation tagten an folgenden Orten:
1624 Salem,
1626 Kaisheim,
1627 Salem,
1642 Schöntal,
1645 Wettingen,
1652 Donauwörth,
1654 Rottweil,
1659 Überlingen,
1668 Salem,
1670 Kaisheim,
1683 Salem,
1688 Kaisheim,
1715 Salem und
1733 Kaisheim. Die Kapitel wurden üblicherweise von den Äbten von Salem als den Generalvikaren geleitet. Ausnahmen sind die Kapitel von 1642 (Abt Heinrich von Ebrach), 1654 (Generalabt Claude Vaussin) und 1733 (Abt Roger II. von Kaisheim).
Auf den Kapiteln der Kongregation wurden die Statuten weiter entwickelt und den jeweiligen Situationen angepasst. Eine erste grundsätzliche Überarbeitung der Statuten wurde auf den Kapiteln von 1626/27 vorgenommen. Eine wesentliche Überarbeitung der Statuten fand dann erneut 1654 auf dem Nationalkapitel in Rottweil unter dem Vorsitz des Generalabtes Claudius Vaussin (1643/45–1658) statt (statuta Rottweilana). Diese Statuten, geringfügig 1733 auf dem Kapitel in Kaisheim überarbeitet, waren die Grundlage für die Kongregation bis zu ihrer Auflösung.
Neben den Versammlungen der gesamten Kongregation gab es aus unterschiedlichen Anlässen, vor allem aber zur Vorbereitung der General- oder Kongregationskapitel, auch Versammlungen der Äbte einer Provinz.

## Mitglieder
Die Kongregation umfasste 1623 insgesamt 26 Männer- und 36 Frauenklöster.
Im Jahr 1720 waren es noch 22 Männerklöster mit insgesamt 595 Priestern, 123 Klerikern und 79 Laienbrüdern sowie 30 Frauenklöster mit 723 Chorfrauen und 243 Laienschwestern; insgesamt 1772 Ordensleute.
Die Kongregation gliederte sich in vier Provinzen:
Eingerückt die jeweils unterstellten Frauenklöster

### Schwäbische Provinz
- Kloster Salem
  - Kloster Wald (1726 Tennenbach unterstellt)
  - Kloster Heiligkreuztal
  - Kloster Rottenmünster
  - Kloster Heggbach (1753 Kaisheim unterstellt)
  - Kloster Gutenzell
  - Kloster Baindt
  - Kloster Mariahof
- Kloster Kaisheim
  - Kloster Oberschönenfeld
  - Kloster Niederschönenfeld
  - Kloster Kirchheim
  - Kloster Lauingen
  - Kloster Pielenhofen (seit 1655 als Superiorat von Kaisheim)
- Kloster Schöntal
- Kloster Stams

### Fränkische Provinz
- Kloster Ebrach
  - Kloster Himmelspforten
- Kloster Langheim
- Kloster Bronnbach
- Kloster Bildhausen

### Bayerische Provinz
- Kloster Raitenhaslach
- Kloster Aldersbach
  - Kloster Seligenthal
- Kloster Fürstenfeld
- Kloster Fürstenzell
- Kloster Gotteszell
- Kloster Waldsassen (1669 wieder errichtet)
- Kloster Walderbach (1669 wieder errichtet)

### Elsässisch-schweizerische Provinz
- Kloster Lützel
  - Kloster Königsbruck
  - Kloster Olsberg
- Kloster Neuburg
- Kloster Hauterive
  - Kloster Magerau/La Maigrauge
  - Abtei La Fille-Dieu
- Kloster Tennenbach
  - Kloster Lichtenthal
  - Kloster Güntherstal
  - Kloster Wonnental
  - Kloster Friedensweiler
- Kloster St. Urban
  - Kloster Rathausen
  - Kloster Eschenbach
- Kloster Wettingen
  - Kloster Kalchrain
  - Kloster Frauental
  - Kloster Magdenau
  - Kloster Feldbach
  - Kloster Tänikon
  - Kloster Wurmsbach
  - Kloster Gnadental

## Auflösung
Die Oberdeutsche Kongregation überdauerte die Auflösung der französischen Klöster am 13. Februar 1790 durch den Nationalkonvent und die damit verbundene Zerstörung der bisherigen Organisation des Zisterzienserordens. Generalabt Francois Trouvé, der letzte Abt von Cîteaux († 1797), übergab 1791 seine Vollmacht über die Klöster der Oberdeutschen Kongregation an den Generalvikar und Abt von Salem Robert Schlecht (1778–1802), was auch von Papst Pius VI. bestätigt wurde. 1797/98 wurde dies nach dem Tod des Generalabtes von Rom für alle Vorsteher von Zisterzienserkongregationen angeordnet. Caspar Oechsle (1802–1804), der letzte Abt von Salem übernahm 1802 auch diese Aufgabe. 1802–1804 wurden dann aber die deutschen Klöster säkularisiert; Fortbestand oder Neugründung von Männerklostern wurde unterbunden. Nachdem der letzte Salemer Abt 1806 auf alle Rechte über die Schweizer Klöster verzichtet hatte, entstand Ende 1806 auf der Grundlage der Statuten der Oberdeutschen Kongregation die Schweizerische Zisterzienserkongregation, von der sich die heutige Mehrerauer Kongregation des Zisterzienserordens mit dem Mittelpunkt der bei Bregenz gelegenen Abtei Wettingen-Mehrerau herleitet.